# Усадьба Jazz
«Уса́дьба Jazz» — российский ежегодный международный музыкальный фестиваль под открытым небом, объединивший на своей территории джаз, фанк, world music, acid jazz, lounge, джаз-рок, блюз и другие музыкальные направления. Автором идеи и президентом фестиваля является российский продюсер Мария Сёмушкина.
В период с 2004 по 2014 год фестиваль проходил на территории усадьбы Архангельское.
В 2015 году «Усадьба Jazz» прошла в музее-заповеднике Царицыно.
С 2016 по 2018 гг. он вернулся в Архангельское, но в 2019 снова сменил место: 22 и 23 июня фестиваль должен был состояться в Коломенском.
Помимо Москвы, Усадьба Jazz охватывает и другие города России: Санкт-Петербург, Сочи, Казань, Екатеринбург, Воронеж и Доброград. За время существования на фестивале выступили более 500 коллективов из разных стран мира, «Усадьбу Jazz» посетили более 500 тыс. человек за 16 лет.
В 2019 году фестиваль состоялся в Москве, Санкт-Петербурге, Доброграде, Сочи.
В 2020 году фестиваль был поставлен на паузу из-за пандемии.

## Организаторы фестиваля
Организацией фестиваля с момента основания и по сегодняшний день является агентство «АртМания» (помимо «Усадьбы Jazz» агентство известно благодаря другим крупным культурным проектам в Москве и других городах России: фестивалям Le Jazz, City Jazz и Moscow Jazz Festival, концертам контрабасиста Авишаи Коэна, Ришара Бона, Le Jazz, Джаз в Старом городе, фестивалю «Цветы Индонезии», фестивалям City Jazz, Moscow Jazz Fest, Новая классика, Николин День, и прочим).
Автором идеи и президентом фестиваля является Мария Сёмушкина, генеральный директор агентства «АртМания».

## История

### 2004 год
Первый фестиваль носит название «Русский стиль. Усадьба. Джаз» и проходит на территории усадьбы Архангельское 22 и 23 мая на трех сценах: «Партер», «Аристократ» и «Каприз». Впоследствии «Партер» станет площадкой, где можно услышать звезд джаза, фанка, электроники мировой величины. «Аристократ» будет сценой для титулованных джазменов и концептуальных проектов. На сцене «Каприз» будут играть рок-н-ролл, свинг и рокабилли. В числе выступающих на первом фестивале: Алексей Айги, Анатолий Кролл, Игорь Бриль, Нино Катамадзе & Insight, дуэт «Белый Острог», Анатолий Герасимов и «Калясо», Андрей Кондаков, Владимир Волков и Вячеслав Гайворонский.

### 2005—2010 годы
За эти годы на фестивале выступили Optimystica Orchestra, Валерий Пономарёв, Вячеслав Горский, Сергей Манукян, Аркадий Шилклопер, Markscheider Kunst, «Вежливый отказ», Георгий Гаранян и Валерий Гроховский, Marimba Plus, Moscow Art Trio, «Пакава Ить», Андрей Макаревич и «Оркестр креольского танго», Avishai Cohen Trio, Marcus Miller, Charlie Hunter Trio, Yusef Lateef, Alvin Atkinson and the Sound Merchants, Nicola Conte Jazz Combo, Branford Marsalis, Nils Landgren & Funk Unit, «Аукцыон», Messer Chups, Jazzanova, Caravan Palace, Aaron Parks, Trilok Gurtu, Zap Mama, Jimi Tenor & Kanu Kabu, Валерий Сюткин и другие.

### 2011 год
Восьмой фестиваль в Архангельском проходит 4 и 5 июня 2011 года. В числе выступающих: Robert Glasper, John Scofield, Puppini Sisters, Melvin Williams Group, Amsterdam Klezmer Band. Появляется сцена независимого рока Livejournal Session.
2 и 3 июля Усадьба Jazz впервые проходит в Санкт-Петербурге — в ЦПКиО им. Кирова на Елагином острове. На площадках «Партер» и «Аристократ» выступили Zap Mama, Jean-Jacques Milteau, Avishai Cohen Trio, Billy’s Band в расширенном составе и другие музыканты. 25 февраля в манеже Кадетского корпуса проходит зимняя версия фестиваля, хедлайнером которого становится фанковый коллектив Pee Wee Ellis Assembly с трубачом Фредом Уэсли.

### 2012 год
Девятый фестиваль в Архангельском проходит 30 июня и 1 июля 2012 года. В числе выступающих: Angelique Kidjo, Kenny Garrett, Pink Martini, Katzenjammer, Matthew Herbert, Yaron Herman Trio, Red Elvises.
В Санкт-Петербурге хедлайнерами фестиваля стали: Earth, Wind & Fire Experience (feat Al McKay), The Herbaliser, Erik Marienthal, Eli Yamin Blues Band.

### 2013 год
13 июля 2013 года фестиваль впервые проходит в Екатеринбурге — в усадьбе Харитоновых-Расторгуевых. По оценкам организаторов, аудитория фестиваля составила порядка 6000 человек. Хедлайнерами фестиваля стали Chris Dave, Нино Катамадзе & Insight, группы Pompeya и Jazzamor.
Юбилейный десятый фестиваль в Архангельском состоялся 15 и 16 июня 2013 года. Среди прочих музыкантов, на нем выступили Jaga Jazzist, Lord Kelvin, All Star Quartet (Jimmy Cobb, Larry Coryell, Wallace Roney, John Webber), Борис Гребенщиков и группа «Аквариум».

### 2014 год
28 июня 2014 года фестиваль впервые прошел в Воронеже, в замке принцессы Ольденбургской. По оценкам организаторов, его аудитория составила порядка 5 000 человек. Хедлайнерами на фестивале выступили израильское Omer Klein Trio, Нино Катамадзе & Insight и русско-американский проект саксофониста Николая Моисеенко, гитариста Антона Хабибулина, барабанщика Dana Hawkins и мультиинструменталиста Evan Marien. Также в фестивале приняли участие воронежские музыканты.
Одиннадцатый фестиваль в Архангельском состоялся 14 и 15 июня. Отдельным амбициозным проектом стала сцена «Новый Орлеан», где выступили знаменитые музыканты из столицы Луизианы: кларнетист Evan Christopher, певица и пастор Tara Alexander, саксофонист Donald Harrison и шоу в духе карнавала Марди Гра и другие. Помимо прочего, на фестивале появился pop-up фестиваль новоорлеанской кухни и проводились мастер-классы по популярному на юге США танцу zydeco. Среди других участников фестиваля можно выделить Bugge Wesseltoft, Антона Беляева вместе с группой Therr Maitz и Леонида Агутина.

### 2015 год
20 и 21 июня 2015 года фестиваль впервые прошел на территории музея-заповедника «Царицыно»: шесть музыкальных сцен, площадки для поэтических чтений, спорта и детских игр, выставка уникальных арт-объектов под открытым небом, фуд-маркет с кухнями разных народов мира встречали гостей фестиваля.
Музыкальная программа была крайне разнообразной: традиционный джаз на площадке «Аристократ», любимые широкой публикой звезды фанка, рока, электроники и лучшие российские исполнители на сцене «Партер», самые перспективные независимые музыканты со всего мира — на сцене «Индикатор». Также работали танцевальная сцена, этно-сцена и площадка Усадьба Jazz Club с многообещающими молодыми джазменами.

### 2016 год
Усадьба Jazz возвращается в Архангельское. Помимо демократичной площадки «Партер» и буржуазной сцены «Аристократ» появились сцены с новым форматом в Юсуповской колоннаде. 4 июня на четырех сценах фестиваля выступили мировые звезды из разных стран мира: среди главных хедлайнеров — король фанка Maceo Parker, гениальный аккордионист Richard Galliano со своим New Musette Quartet, энергичные голландские электронщики Kraak & Smaak и отец-основатель русского рока Борис Гребенщиков с группой «Аквариум».

### 2017 год
На четырнадцатом фестивале Усадьба Jazz на четырех сценах выступили более 20 коллективов из России, США, Великобритании, Израиля, Грузии, Норвегии, Польши. В этом году Усадьба Jazz прошла в пяти городах: Москве, Санкт-Петербурге, Екатеринбурге, Воронеже и Сочи.
В Москве впервые выступила израильская актриса и певица эфиопского происхождения Эстер Рада (Ester Rada), а также Нино Катамадзе & Insight, певец и телеведущий Алексей Чумаков, российско-американская группа Pompeya, группа Shoo, норвежский ню-джазовый трубач Нильс Петтер Мольвер (Nils Petter Molvær) и нью-йоркский соул-певец и гитарист Рауль Мидон (Raul Midon), большой джазовый оркестр под управлением Петра Востокова, легендарный саксофонист Алексей Козлов, группа Visegrad Quintet, Manizha, американская группа Red Elvises,  группа «Обе две», москвичи «Цветочный 15», музыкально-танцевальный проект JazzBetween и лондонский коллектив Ezra Collective. В Сочи выступила петербургская джазовая группа Andrei Kondakov Electric Project под руководством джазового пианиста Андрея Кондакова и с участием соул-певицы Эми Питерс.

### 2018 год
2 и 3 июня в Москве прошел 15-й юбилейный фестиваль Усадьба Jazz. На нем выступила группа The New Power Generation со специальной программой Celebrating Prince, басист-виртуоз Richard Bona, обладатель двух премий «Грэмми» Джейкоб Кольер, саксофонист Donny McCaslin, участвовавший в записи последнего альбома Дэвида Боуи, всемирно известный российский джазмен Игорь Бутман, певица Ёлка со специальной джазовой программой, мастер кеманчи Mark Eliyahu, австралийская певица Перукуа, SunSay, группа Меджикул, Manizha и другие!
В 2018 году Усадьба Jazz впервые состоялась в городе-курорте Доброграде. С 14 по 16 сентября на фестивале выступили: SunSay, Сергей Жилин с коллективом «Фонограф-Джаз-Бэнд», группа Меджикул, трубач Вадим Эйленкриг с квинтетом Eilenkrig Crew, группа Funk'n'Stein, вокалистка и композитор Gabrielle Goodman, группа Secret Atelier, Алена Свиридова и Нани Ева.

### 2019 год
В 2019 году фестиваль в Москве поменял свое местоположение и прошел 22 и 23 июня в Коломенском. Хедлайнерами Усадьбы Jazz стали: группа Black Eyed Peas; Майкл Киванука; Иван Дорн с программой Jazzy Funky Dorn (в программе все хиты Дорна подвергаются смелой обработке и звучат как готовые джазовые стандарты); Каро Эмеральд; Kovacs; Джейми Каллум; группа The Cinematic Orchestra, которая представила альбом «To Believe»; группа Сплин, подготовившая программу «UNPLUGGED» и многие другие.
В Санкт-Петербурге фестиваль прошел 13 июля в ЦПКиО им. Кирова на Елагином острове. Среди артистов были представлены: группа Сплин с программой «UNPLUGGED», Омара Портуондо, которая выступит на фестивале в рамках своего прощального тура «Last Kiss», «лучший в мире балалаечник» Алексей Архиповский, SunSay и другие.
2020
в 2020 году должен был пройти в режиме «онлайн» (см. Социально-экономические последствия пандемии COVID-19).

### Статьи
- Мария Семушкина: «Мы проводим терапию духа» // kulturomania.ru
- Президент Усадьбы Jazz о 15-летии фестиваля // marieclaire.ru
- Усадьба Jazz - фестиваль без пластика
- Мария Семушкина: «Джаз уже давно хоронят, но тщетно. Он нас всех переживет»
- Не только музыка: что делать на Усадьбе Jazz?
- Сцена Усадьба Jazz Kids, или почему на фестиваль стоит идти вместе с детьми
- Мария Семушкина и музыкальный директор Усадьбы Jazz Елена Моисеенко: как делать фестиваль на протяжении 15 лет и не сойти с ума // colta.ru
- Звезды на юбилейной Усадьбе Jazz: кто посетил 15-й фестиваль?
- Донни Маккаслин: «Известность пришла ко мне, когда я действительно был к ней готов» // Коммерсантъ

Видео
- Усадьба Jazz 2018: как это было (видео на YouTube)
- The New Power Generation на Усадьбе Jazz 2018
- Выступление Manizha на Усадьбе Jazz 2018
- Певица Ёлка делится впечатлениями от фестиваля Усадьба Jazz
- Мария Сёмушкина, резидент Comedy Woman Надежда Ангарская, DJ Грув и музыкальный обозреватель издательского дома «КоммерсантЪ» Борис Барабанов по говорили на тему «Кому и зачем нужен джаз в эпоху рэпа»
- Выступление Варвары Визбор на Усадьбе Jazz 2016